# 당존
당존(唐尊, ? ~ 23년)은 전한 말기 ~ 신나라의 관료로, 자는 백고(伯高)이며 패군 사람이다.

## 생애
장무고의 밑에서 학문을 익혔고, 기준·설방·순월·순상·당림과 함께 경서에 밝고 몸가짐이 단정하여 명성을 떨쳤다.
지황 원년(20년), 태부 평안이 죽었다. 여우 당존은 평안의 뒤를 이어 태부가 되고, 이렇게 말하였다.
| “ | 나라가 텅 비고 백성이 가난한 것은 사치함 때문이다. | ” |

그러고는 짧은 옷을 입고, 땔나무로 짠 수레에 암말을 매어 타고, 볏짚을 이부자리로 삼고, 질그릇으로 먹고 마시며, 공경(公卿)들로 하여금 이를 따르게 하였다. 거리에서 남녀가 같은 길을 걷는 것을 보면 수레에서 내려 붉은 물을 들인 헝겊으로 그들의 옷을 더럽힘으로써 벌주었다. 왕망은 당존의 행실을 치하하여 평화후(平化侯)에 봉하였다. 당존의 이러한 행동은 허황되게 꾸며낸 명성이었다.
지황 4년(23년), 경시제의 침공으로 도성이 함락되었다. 당존은 누대에서 병사들의 손에 죽었고, 신나라는 멸망하였다.

## 출전
- 반고, 《한서》
  - 권72 왕공양공포전
  - 권88 유림전
  - 권99하 왕망전 下

| 전임 평안 | 신의 태부 20년 ~ 23년 | 후임 (신 멸망) |